# Nogueira (Braganza)
Nogueira es una freguesia portuguesa del municipio de Braganza, con 13,65 km² de área y 431 habitantes (2001). Densidad: 31,6 hab/km². Es una fregesía famosa por el santuario de Nuestra Señora del Cabezo (Nossa Senhora do Cabeço).

## Geografía
Se encuentra en las inmediaciones de la sierra de Nogueira. Se encuentra en la zona la presa de Gostei.

## Fiestas
Se celebran dos fiestas al año en honor de Nuestra Señora del Cabezo, La primera el 2 de febrero que es el día de su purificación y otra en la segunda octava de la Pascua del Espíritu Santo.

## Actividades económicas
Existe una actividad artesanal sobre madera y es conocida la comarca por sus instrumentos de cuerda.